# Taeniophyllum daroussinii
Taeniophyllum daroussinii là một loài thực vật có hoa trong họ Lan. Loài này được Tixier & Guillaumin miêu tả khoa học đầu tiên năm 1964.